# Ислингтон (боро Лондона)
Лондонский боро Ислингтон (англ. London Borough of Islington, МФА: [ˈɪzlɪŋtən]о файле) — один из 32 лондонских боро, находится во внутреннем Лондоне. Принадлежит историческому графству Мидлсекс.

## История
Лондонский боро Ислингтон был сформирован в 1965 году слиянием Ислингтона и Финсбери, муниципальных районов Лондонского графства.

## Население
По данным переписи 2011 года в Ислингтоне проживало 206 300 человек. Из них 15,9 % составили дети (до 15 лет), 73,7 % лица трудоспособного возраста (от 16 до 64 лет) и 10,4 % лица пожилого возраста (от 65 лет и выше).

### Этнический состав
Основные этнические группы по оценке 2007 года:
75,2 % — белые, в том числе 58,4 % — белые британцы, 4,5 % — белые ирландцы и 12,3 % — другие белые (итальянцы, евреи, венгры, австрийцы, немцы);
10,4 % — чёрные, в том числе 5,2 % — чёрные африканцы (нигерийцы, сомалийцы), 4,2 % — чёрные карибцы (ямайцы) и 1,0 % — другие чёрные;
5,3 % — выходцы из Южной Азии, в том числе 2,3 % — бенгальцы, 2,2 % — индийцы и 0,8 % — пакистанцы;
4,2 % — метисы, в том числе 1,2 % — чёрные карибцы, смешавшиеся с белыми, 1,1 % — азиаты, смешавшиеся с белыми, 0,7 % — чёрные африканцы, смешавшиеся с белыми и 1,2 % — другие метисы;
2,3 % — китайцы;
1,0 % — другие азиаты (турки, турки-киприоты);
1,6 % — другие.

### Религия
Статистические данные по религии в боро на 2011 год:
| Религия      | Ислингтон % | Лондон % | Англия % |
| ------------ | ----------- | -------- | -------- |
| Христианство | 40,2        | 48,4     | 59,4     |
| Ислам        | 9,5         | 12,4     | 5,0      |
| Буддизм      | 1,0         | 1,0      | 0,5      |
| Индуизм      | 1,0         | 5,0      | 1,5      |
| Иудаизм      | 0,9         | 1,8      | 0,5      |
| Сикхизм      | 0,3         | 1,5      | 0,8      |
| Другие       | 0,5         | 0,6      | 0,4      |
| Нет религии  | 30,0        | 20,7     | 24,7     |
| Не указана   | 16,6        | 8,5      | 7,2      |

## Районы
(С севера на юг)
- Финсбери-Парк
- Аппер-Холлоуэй
- Хайбери
- Холлоуэй
- Ислингтон
- Кларкенуэлл

## Достопримечательности
В Ислингтоне находится домашний стадион футбольного клуба «Арсенал» Эмирейтс, второй по величине в английской Премьер-лиге, а также их бывший домашний стадион Хайбери.

## Известные уроженцы и жители

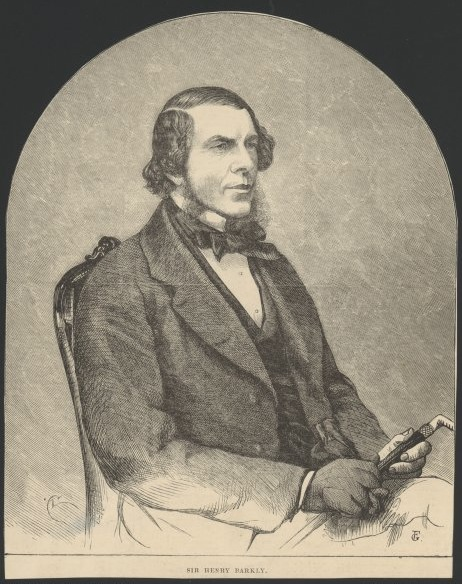
Генри Баркли

- Генри Баркли (1815-1898), британский политик, покровитель наук, колониальный губернатор Британской Гвианы[англ.] (12 февраля 1849 — 11 мая 1853), Ямайки (1853—1856), штата Виктория (Австралия) (26 декабря 1856 — 10 сентября 1863), Британского Маврикия (21 августа 1863 — 3 июня 1870), Капской колонии[англ.] (31 декабря 1870 — 31 марта 1877).
- Ду́глас Но́эль А́дамс (1952 — 2001) — английский писатель, драматург и сценарист, автор юмористических фантастических произведений. В 1980-х годах жил сначала на Аппер Стрит, затем — на Дункан Террас.